# Passiflora karwinskii
Passiflora karwinskii är en passionsblomsväxtart som beskrevs av Maxwell Tylden Masters. Passiflora karwinskii ingår i släktet passionsblommor, och familjen passionsblomsväxter. Inga underarter finns listade i Catalogue of Life.